# ۹۷۵ (میلادی)
۹۷۵ (میلادی) نهصد و هفتاد و پنجمین سال تقویم میلادی است.

## رویدادها
- تکمیل ساخت کلیسای جامع ماینتس

## درگذشتگان
- ۸ ژوئیه - ادگار، پادشاه انگلستان.
- المعز لدین‌الله، خلیفهٔ فاطمی
- آلپ تکین نخستین پادشاه سلسله غزنوی در ایران.

‎